# Строго на юг (телесериал)
«Строго на юг» (англ. Due South) — канадский детективный и комедийный телевизионный сериал 90-х годов. Впервые сериал вышел на экраны в 1994 году, закончился в 1999 году.
Сериал повествует о приключениях вымышленного офицера Канадской королевской конной полиции констебля Бентона Фрейзера и Дифенбейкера — глухого полуволка-полупса — в Чикаго.
Методы Фрейзера, раньше работавшего в условиях дикой природы, значительно отличаются от тех, что обычно используют в чикагской полиции. Кроме того, он чрезвычайно вежлив, выдержан, доброжелателен и честен, что также отличает его от остальных. Этот необычный центральный персонаж и его взаимоотношения с окружающей действительностью составляют лейтмотив сериала.

## История
«Строго на юг» впервые вышел на экраны в Канаде на канале CTV и в США на CBS как телевизионный фильм. После того, как фильм обзавелся высокими рейтингами, он был превращён в телесериал, показ первого сезона которого состоялся в 1994 г. Это был первый канадский телевизионный сериал, получивший прайм-тайм на американском телеканале.
После показа 24 серий CBS отказался от сериала. Однако высокая популярность фильма в Канаде и Великобритании побудила компанию-производителя выделить деньги на ещё 18 серий, показанных в 1995—1996 гг. В конце 1995 г. сериал вернулся на CBS. Канал дополнительно заказал ещё пять эпизодов, однако показал только четыре, а в 1996 г. снова отказался от сериала.
После годичного перерыва CTV возобновил съемки в 1997 г. Для этого были привлечены иностранные инвестиции (в этом поучаствовали британская телекомпания BBC, немецкая Pro Sieben AG и французская TF1). Сериал продолжался ещё два сезона вплоть до 1999 г. В США третий и четвёртый сезон были соединены в один, показанный в телевизионной синдикации, как третий сезон из 26 серий.
Несмотря на тёплый приём критиков и телеаудитории, сериал не имел слишком высоких рейтингов в США. Тем не менее, это один из самых рейтинговых сериалов, когда-либо показанных на канадском телевидении. Кроме того, он известен в Великобритании, где демонстрировался на BBC Two между 1996 и 2002 гг. и на ITV3 с 2006 г. В России его показывал телеканал ОРТ, затем — канал ТВС, под заголовком «Направляясь на юг».

## Сюжет
Основная сюжетная линия сериала повествует об офицере Королевской канадской конной полиции (RCMP) констебле Бентоне Фрейзере (Пол Гросс), отправившемся в Чикаго для расследования убийства своего отца. Там он знакомится со своим будущим напарником детективом чикагской полиции Рэймондом Веккио (Дэвид Марчиано), жёстким полицейским, хорошо знающим жизнь на улице. Вместе со своим глухим волком Дифенбейкером (которого он приручил после того, как волк спас ему жизнь), Фрейзер расследует убийство отца, что приводит его к заговору: крупная компания в Канаде строит дамбу, которая постепенно наносит вред окружающей среде. Упорство и честность Фрейзера приводят к тому, что дамбу закрывают, многие теряют работу, а кроме того, открываются случаи коррупции в рядах RCMP. Все это в совокупности делает Фрейзера в Канаде персоной нон грата, и он принимает решение пожить в Чикаго. Сюжет пилота нередко пересекается с сюжетом некоторых серий в дальнейшем, а начиная с третьего сезона Фрейзер представляется незнакомым людям следующим образом:
Впервые я приехал в Чикаго, чтобы найти убийц своего отца, и по причинам, которые здесь нет смысла называть, меня оставили на службе при канадском консульстве.
Бентон Фрейзер представляет собой идеального полицейского, отважного и самоотверженного, безупречно компетентного, безукоризненно вежливого и кристально честного. Многие серии построены на испытаниях, в которых его моральному кодексу приходится столкнуться с реалиями жизни в Чикаго. Кроме того, Фрейзер обладает энциклопедическими знаниями практически обо всем на свете (это объясняется тем, что его дедушка с бабушкой были библиотекарями), а также удивительными сыскными талантами: умением обнаруживать улики по звуку, запаху и даже вкусу (он не брезгует попробовать на вкус грязь на улице, мусор, подошвы сапог и т. д.), находить общий язык практически с кем угодно, находить совсем неочевидные связи между, казалось бы, незначительными фактами. И наконец, Фрейзеру симпатизируют все без исключения окружающие женщины, включая его начальницу Маргарет (Мэг) Тетчер и сестру Рэя Франческу. То, что он ведёт себя по отношению к ним максимально корректно и сдержанно, только подогревает их пыл.
Сериал представляет собой полицейский детектив с элементами комедии, пародии и драмы. Основу юмора в сериале, кроме собственно комичных ситуаций, составляют также автосатира на канадцев и стереотипы американцев по поводу канадцев. Одна из трагикомических (и при этом пародийных) линий — призрак отца Фрейзера, героя Канадской Конной Полиции, который постоянно мерещится Бентону, дает ему советы, местами полезные, местами абсурдные, а то и пытается активно вмешиваться в действие. Часть комедийных моментов построена на служебных обязанностях Фрейзера: время от времени он вынужден неподвижно стоять на посту у двери консульства, пока с ним разговаривают или над ним потешаются.
Марчиано, сыгравший Рэя, не снимался в эпизодах третьего и четвёртого сезона, кроме первой и последней серии. Его заменил Каллум Кит Ренни, сыгравший Стэнли Рэймонда Ковальски. Ковальски — детектив, который выдает себя за Рэя Веккио, пока настоящий Рэй выполняет задание под прикрытием далеко от Чикаго. Марчиано вновь появляется в финальном эпизоде, когда его персонаж сбегает с бывшей женой Ковальски Стеллой во Флориду.
В последней серии Бентон и призрак его отца раскрывают убийство матери Бентона, после чего призрак отца исчезает. Эпизод завершается тем, что Бентон и Ковальски отправляются на поиски захоронения пропавшей экспедиции Франклина, чей поход на север был увековечен в канадской песне Стэна Роджерса «Северо-Западный проход» (Northwest Passage). Эту песню Пол Гросс исполняет в финальном эпизоде.

## Актёры

### Главные герои
| Персонаж                          | Актёр/Актриса                            | Сезоны                             |
| --------------------------------- | ---------------------------------------- | ---------------------------------- |
| Констебль Бентон Фрейзер          | Пол Гросс                                | 1-4                                |
| Детектив Рэймонд Веккио           | Дэвид Марчиано                           | 1-2,3 (1-й эпизод) и 4 (2 эпизода) |
| Дифенбейкер                       | Линкольн (1-2 сезоны) Драко (3-4 сезоны) | 1-4                                |
| Лейтенант Хардинг Уэлш            | Бо Старр                                 | 1-4                                |
| Элейн Бесбрис                     | Кэтрин Брюйер                            | 1-3                                |
| Детектив Джек Хьюи                | Тони Крэйг                               | 1-4                                |
| Детектив Луи Гардино              | Дэниэл Кэш                               | 1-2                                |
| Франческа Веккио                  | Рамона Милано                            | 1-4                                |
| Инспектор Маргарет (Мэг) Тетчер   | Камилла Скотт                            | 2-4                                |
| Детектив Стэнли Рэймонд Ковальски | Каллум Кит Ренни                         | 3-4                                |
| Детектив Томас И. Дьюи            | Том Мелиссис                             | 3-4                                |
| Констебль Рэнфилд Тёрнбулл        | Дин МакДемотт                            | 2-4                                |
| Сержант Бак Фробишер              | Лесли Нильсен                            | 1-2,4                              |
| Сержант Боб Фрейзер               | Гордон Пинсент                           | 1-4                                |

### Приглашённые звезды
- Лесли Нильсен появляется в одном эпизоде первого и второго сезона, а также финальном эпизоде «Call of the Wild», в роли напарника Боба Фрейзера, отца Бенни, с которым они вместе служили в Канадской королевской конной полиции.
- Марта Бёрнс[англ.] (настоящая жена Пола Гросса) исполнила роль русской шпионки в эпизоде «Spy vs. Spy» третьего сезона, а затем — матери Фрейзера в финальном эпизоде.

## Съёмки
Съемки сериала большей частью проходили в городе Торонто провинции Онтарио, улицы которого послужили декорациями для Чикаго. Во многих сериях на заднем плане виден транспорт Toronto Transit Commission, третьей крупнейшей транспортной сети в Северной Америке. Кроме того, в некоторых сценах можно заметить другие известные места: башню CN Tower и вокзал Union Station.

## Шахматы
|   | a | b | c | d | e | f | g | h |   |
| - | --- | --- | --- | --- | --- | --- | --- | --- | - |
| 8 | b8 чёрный король · b7 белая пешка · e7 белая ладья · a6 белая пешка · g6 чёрный ферзь · h6 чёрный конь · a5 чёрный слон · c5 белый слон · f5 чёрная пешка · b4 чёрный конь · g4 белый ферзь · h4 чёрная пешка · b3 чёрная пешка · e3 белая пешка · g3 чёрная пешка · a2 чёрный слон · b2 белый король · f2 белая пешка | b8 чёрный король · b7 белая пешка · e7 белая ладья · a6 белая пешка · g6 чёрный ферзь · h6 чёрный конь · a5 чёрный слон · c5 белый слон · f5 чёрная пешка · b4 чёрный конь · g4 белый ферзь · h4 чёрная пешка · b3 чёрная пешка · e3 белая пешка · g3 чёрная пешка · a2 чёрный слон · b2 белый король · f2 белая пешка | b8 чёрный король · b7 белая пешка · e7 белая ладья · a6 белая пешка · g6 чёрный ферзь · h6 чёрный конь · a5 чёрный слон · c5 белый слон · f5 чёрная пешка · b4 чёрный конь · g4 белый ферзь · h4 чёрная пешка · b3 чёрная пешка · e3 белая пешка · g3 чёрная пешка · a2 чёрный слон · b2 белый король · f2 белая пешка | b8 чёрный король · b7 белая пешка · e7 белая ладья · a6 белая пешка · g6 чёрный ферзь · h6 чёрный конь · a5 чёрный слон · c5 белый слон · f5 чёрная пешка · b4 чёрный конь · g4 белый ферзь · h4 чёрная пешка · b3 чёрная пешка · e3 белая пешка · g3 чёрная пешка · a2 чёрный слон · b2 белый король · f2 белая пешка | b8 чёрный король · b7 белая пешка · e7 белая ладья · a6 белая пешка · g6 чёрный ферзь · h6 чёрный конь · a5 чёрный слон · c5 белый слон · f5 чёрная пешка · b4 чёрный конь · g4 белый ферзь · h4 чёрная пешка · b3 чёрная пешка · e3 белая пешка · g3 чёрная пешка · a2 чёрный слон · b2 белый король · f2 белая пешка | b8 чёрный король · b7 белая пешка · e7 белая ладья · a6 белая пешка · g6 чёрный ферзь · h6 чёрный конь · a5 чёрный слон · c5 белый слон · f5 чёрная пешка · b4 чёрный конь · g4 белый ферзь · h4 чёрная пешка · b3 чёрная пешка · e3 белая пешка · g3 чёрная пешка · a2 чёрный слон · b2 белый король · f2 белая пешка | b8 чёрный король · b7 белая пешка · e7 белая ладья · a6 белая пешка · g6 чёрный ферзь · h6 чёрный конь · a5 чёрный слон · c5 белый слон · f5 чёрная пешка · b4 чёрный конь · g4 белый ферзь · h4 чёрная пешка · b3 чёрная пешка · e3 белая пешка · g3 чёрная пешка · a2 чёрный слон · b2 белый король · f2 белая пешка | b8 чёрный король · b7 белая пешка · e7 белая ладья · a6 белая пешка · g6 чёрный ферзь · h6 чёрный конь · a5 чёрный слон · c5 белый слон · f5 чёрная пешка · b4 чёрный конь · g4 белый ферзь · h4 чёрная пешка · b3 чёрная пешка · e3 белая пешка · g3 чёрная пешка · a2 чёрный слон · b2 белый король · f2 белая пешка | 8 |
| 7 | b8 чёрный король · b7 белая пешка · e7 белая ладья · a6 белая пешка · g6 чёрный ферзь · h6 чёрный конь · a5 чёрный слон · c5 белый слон · f5 чёрная пешка · b4 чёрный конь · g4 белый ферзь · h4 чёрная пешка · b3 чёрная пешка · e3 белая пешка · g3 чёрная пешка · a2 чёрный слон · b2 белый король · f2 белая пешка | b8 чёрный король · b7 белая пешка · e7 белая ладья · a6 белая пешка · g6 чёрный ферзь · h6 чёрный конь · a5 чёрный слон · c5 белый слон · f5 чёрная пешка · b4 чёрный конь · g4 белый ферзь · h4 чёрная пешка · b3 чёрная пешка · e3 белая пешка · g3 чёрная пешка · a2 чёрный слон · b2 белый король · f2 белая пешка | b8 чёрный король · b7 белая пешка · e7 белая ладья · a6 белая пешка · g6 чёрный ферзь · h6 чёрный конь · a5 чёрный слон · c5 белый слон · f5 чёрная пешка · b4 чёрный конь · g4 белый ферзь · h4 чёрная пешка · b3 чёрная пешка · e3 белая пешка · g3 чёрная пешка · a2 чёрный слон · b2 белый король · f2 белая пешка | b8 чёрный король · b7 белая пешка · e7 белая ладья · a6 белая пешка · g6 чёрный ферзь · h6 чёрный конь · a5 чёрный слон · c5 белый слон · f5 чёрная пешка · b4 чёрный конь · g4 белый ферзь · h4 чёрная пешка · b3 чёрная пешка · e3 белая пешка · g3 чёрная пешка · a2 чёрный слон · b2 белый король · f2 белая пешка | b8 чёрный король · b7 белая пешка · e7 белая ладья · a6 белая пешка · g6 чёрный ферзь · h6 чёрный конь · a5 чёрный слон · c5 белый слон · f5 чёрная пешка · b4 чёрный конь · g4 белый ферзь · h4 чёрная пешка · b3 чёрная пешка · e3 белая пешка · g3 чёрная пешка · a2 чёрный слон · b2 белый король · f2 белая пешка | b8 чёрный король · b7 белая пешка · e7 белая ладья · a6 белая пешка · g6 чёрный ферзь · h6 чёрный конь · a5 чёрный слон · c5 белый слон · f5 чёрная пешка · b4 чёрный конь · g4 белый ферзь · h4 чёрная пешка · b3 чёрная пешка · e3 белая пешка · g3 чёрная пешка · a2 чёрный слон · b2 белый король · f2 белая пешка | b8 чёрный король · b7 белая пешка · e7 белая ладья · a6 белая пешка · g6 чёрный ферзь · h6 чёрный конь · a5 чёрный слон · c5 белый слон · f5 чёрная пешка · b4 чёрный конь · g4 белый ферзь · h4 чёрная пешка · b3 чёрная пешка · e3 белая пешка · g3 чёрная пешка · a2 чёрный слон · b2 белый король · f2 белая пешка | b8 чёрный король · b7 белая пешка · e7 белая ладья · a6 белая пешка · g6 чёрный ферзь · h6 чёрный конь · a5 чёрный слон · c5 белый слон · f5 чёрная пешка · b4 чёрный конь · g4 белый ферзь · h4 чёрная пешка · b3 чёрная пешка · e3 белая пешка · g3 чёрная пешка · a2 чёрный слон · b2 белый король · f2 белая пешка | 7 |
| 6 | b8 чёрный король · b7 белая пешка · e7 белая ладья · a6 белая пешка · g6 чёрный ферзь · h6 чёрный конь · a5 чёрный слон · c5 белый слон · f5 чёрная пешка · b4 чёрный конь · g4 белый ферзь · h4 чёрная пешка · b3 чёрная пешка · e3 белая пешка · g3 чёрная пешка · a2 чёрный слон · b2 белый король · f2 белая пешка | b8 чёрный король · b7 белая пешка · e7 белая ладья · a6 белая пешка · g6 чёрный ферзь · h6 чёрный конь · a5 чёрный слон · c5 белый слон · f5 чёрная пешка · b4 чёрный конь · g4 белый ферзь · h4 чёрная пешка · b3 чёрная пешка · e3 белая пешка · g3 чёрная пешка · a2 чёрный слон · b2 белый король · f2 белая пешка | b8 чёрный король · b7 белая пешка · e7 белая ладья · a6 белая пешка · g6 чёрный ферзь · h6 чёрный конь · a5 чёрный слон · c5 белый слон · f5 чёрная пешка · b4 чёрный конь · g4 белый ферзь · h4 чёрная пешка · b3 чёрная пешка · e3 белая пешка · g3 чёрная пешка · a2 чёрный слон · b2 белый король · f2 белая пешка | b8 чёрный король · b7 белая пешка · e7 белая ладья · a6 белая пешка · g6 чёрный ферзь · h6 чёрный конь · a5 чёрный слон · c5 белый слон · f5 чёрная пешка · b4 чёрный конь · g4 белый ферзь · h4 чёрная пешка · b3 чёрная пешка · e3 белая пешка · g3 чёрная пешка · a2 чёрный слон · b2 белый король · f2 белая пешка | b8 чёрный король · b7 белая пешка · e7 белая ладья · a6 белая пешка · g6 чёрный ферзь · h6 чёрный конь · a5 чёрный слон · c5 белый слон · f5 чёрная пешка · b4 чёрный конь · g4 белый ферзь · h4 чёрная пешка · b3 чёрная пешка · e3 белая пешка · g3 чёрная пешка · a2 чёрный слон · b2 белый король · f2 белая пешка | b8 чёрный король · b7 белая пешка · e7 белая ладья · a6 белая пешка · g6 чёрный ферзь · h6 чёрный конь · a5 чёрный слон · c5 белый слон · f5 чёрная пешка · b4 чёрный конь · g4 белый ферзь · h4 чёрная пешка · b3 чёрная пешка · e3 белая пешка · g3 чёрная пешка · a2 чёрный слон · b2 белый король · f2 белая пешка | b8 чёрный король · b7 белая пешка · e7 белая ладья · a6 белая пешка · g6 чёрный ферзь · h6 чёрный конь · a5 чёрный слон · c5 белый слон · f5 чёрная пешка · b4 чёрный конь · g4 белый ферзь · h4 чёрная пешка · b3 чёрная пешка · e3 белая пешка · g3 чёрная пешка · a2 чёрный слон · b2 белый король · f2 белая пешка | b8 чёрный король · b7 белая пешка · e7 белая ладья · a6 белая пешка · g6 чёрный ферзь · h6 чёрный конь · a5 чёрный слон · c5 белый слон · f5 чёрная пешка · b4 чёрный конь · g4 белый ферзь · h4 чёрная пешка · b3 чёрная пешка · e3 белая пешка · g3 чёрная пешка · a2 чёрный слон · b2 белый король · f2 белая пешка | 6 |
| 5 | b8 чёрный король · b7 белая пешка · e7 белая ладья · a6 белая пешка · g6 чёрный ферзь · h6 чёрный конь · a5 чёрный слон · c5 белый слон · f5 чёрная пешка · b4 чёрный конь · g4 белый ферзь · h4 чёрная пешка · b3 чёрная пешка · e3 белая пешка · g3 чёрная пешка · a2 чёрный слон · b2 белый король · f2 белая пешка | b8 чёрный король · b7 белая пешка · e7 белая ладья · a6 белая пешка · g6 чёрный ферзь · h6 чёрный конь · a5 чёрный слон · c5 белый слон · f5 чёрная пешка · b4 чёрный конь · g4 белый ферзь · h4 чёрная пешка · b3 чёрная пешка · e3 белая пешка · g3 чёрная пешка · a2 чёрный слон · b2 белый король · f2 белая пешка | b8 чёрный король · b7 белая пешка · e7 белая ладья · a6 белая пешка · g6 чёрный ферзь · h6 чёрный конь · a5 чёрный слон · c5 белый слон · f5 чёрная пешка · b4 чёрный конь · g4 белый ферзь · h4 чёрная пешка · b3 чёрная пешка · e3 белая пешка · g3 чёрная пешка · a2 чёрный слон · b2 белый король · f2 белая пешка | b8 чёрный король · b7 белая пешка · e7 белая ладья · a6 белая пешка · g6 чёрный ферзь · h6 чёрный конь · a5 чёрный слон · c5 белый слон · f5 чёрная пешка · b4 чёрный конь · g4 белый ферзь · h4 чёрная пешка · b3 чёрная пешка · e3 белая пешка · g3 чёрная пешка · a2 чёрный слон · b2 белый король · f2 белая пешка | b8 чёрный король · b7 белая пешка · e7 белая ладья · a6 белая пешка · g6 чёрный ферзь · h6 чёрный конь · a5 чёрный слон · c5 белый слон · f5 чёрная пешка · b4 чёрный конь · g4 белый ферзь · h4 чёрная пешка · b3 чёрная пешка · e3 белая пешка · g3 чёрная пешка · a2 чёрный слон · b2 белый король · f2 белая пешка | b8 чёрный король · b7 белая пешка · e7 белая ладья · a6 белая пешка · g6 чёрный ферзь · h6 чёрный конь · a5 чёрный слон · c5 белый слон · f5 чёрная пешка · b4 чёрный конь · g4 белый ферзь · h4 чёрная пешка · b3 чёрная пешка · e3 белая пешка · g3 чёрная пешка · a2 чёрный слон · b2 белый король · f2 белая пешка | b8 чёрный король · b7 белая пешка · e7 белая ладья · a6 белая пешка · g6 чёрный ферзь · h6 чёрный конь · a5 чёрный слон · c5 белый слон · f5 чёрная пешка · b4 чёрный конь · g4 белый ферзь · h4 чёрная пешка · b3 чёрная пешка · e3 белая пешка · g3 чёрная пешка · a2 чёрный слон · b2 белый король · f2 белая пешка | b8 чёрный король · b7 белая пешка · e7 белая ладья · a6 белая пешка · g6 чёрный ферзь · h6 чёрный конь · a5 чёрный слон · c5 белый слон · f5 чёрная пешка · b4 чёрный конь · g4 белый ферзь · h4 чёрная пешка · b3 чёрная пешка · e3 белая пешка · g3 чёрная пешка · a2 чёрный слон · b2 белый король · f2 белая пешка | 5 |
| 4 | b8 чёрный король · b7 белая пешка · e7 белая ладья · a6 белая пешка · g6 чёрный ферзь · h6 чёрный конь · a5 чёрный слон · c5 белый слон · f5 чёрная пешка · b4 чёрный конь · g4 белый ферзь · h4 чёрная пешка · b3 чёрная пешка · e3 белая пешка · g3 чёрная пешка · a2 чёрный слон · b2 белый король · f2 белая пешка | b8 чёрный король · b7 белая пешка · e7 белая ладья · a6 белая пешка · g6 чёрный ферзь · h6 чёрный конь · a5 чёрный слон · c5 белый слон · f5 чёрная пешка · b4 чёрный конь · g4 белый ферзь · h4 чёрная пешка · b3 чёрная пешка · e3 белая пешка · g3 чёрная пешка · a2 чёрный слон · b2 белый король · f2 белая пешка | b8 чёрный король · b7 белая пешка · e7 белая ладья · a6 белая пешка · g6 чёрный ферзь · h6 чёрный конь · a5 чёрный слон · c5 белый слон · f5 чёрная пешка · b4 чёрный конь · g4 белый ферзь · h4 чёрная пешка · b3 чёрная пешка · e3 белая пешка · g3 чёрная пешка · a2 чёрный слон · b2 белый король · f2 белая пешка | b8 чёрный король · b7 белая пешка · e7 белая ладья · a6 белая пешка · g6 чёрный ферзь · h6 чёрный конь · a5 чёрный слон · c5 белый слон · f5 чёрная пешка · b4 чёрный конь · g4 белый ферзь · h4 чёрная пешка · b3 чёрная пешка · e3 белая пешка · g3 чёрная пешка · a2 чёрный слон · b2 белый король · f2 белая пешка | b8 чёрный король · b7 белая пешка · e7 белая ладья · a6 белая пешка · g6 чёрный ферзь · h6 чёрный конь · a5 чёрный слон · c5 белый слон · f5 чёрная пешка · b4 чёрный конь · g4 белый ферзь · h4 чёрная пешка · b3 чёрная пешка · e3 белая пешка · g3 чёрная пешка · a2 чёрный слон · b2 белый король · f2 белая пешка | b8 чёрный король · b7 белая пешка · e7 белая ладья · a6 белая пешка · g6 чёрный ферзь · h6 чёрный конь · a5 чёрный слон · c5 белый слон · f5 чёрная пешка · b4 чёрный конь · g4 белый ферзь · h4 чёрная пешка · b3 чёрная пешка · e3 белая пешка · g3 чёрная пешка · a2 чёрный слон · b2 белый король · f2 белая пешка | b8 чёрный король · b7 белая пешка · e7 белая ладья · a6 белая пешка · g6 чёрный ферзь · h6 чёрный конь · a5 чёрный слон · c5 белый слон · f5 чёрная пешка · b4 чёрный конь · g4 белый ферзь · h4 чёрная пешка · b3 чёрная пешка · e3 белая пешка · g3 чёрная пешка · a2 чёрный слон · b2 белый король · f2 белая пешка | b8 чёрный король · b7 белая пешка · e7 белая ладья · a6 белая пешка · g6 чёрный ферзь · h6 чёрный конь · a5 чёрный слон · c5 белый слон · f5 чёрная пешка · b4 чёрный конь · g4 белый ферзь · h4 чёрная пешка · b3 чёрная пешка · e3 белая пешка · g3 чёрная пешка · a2 чёрный слон · b2 белый король · f2 белая пешка | 4 |
| 3 | b8 чёрный король · b7 белая пешка · e7 белая ладья · a6 белая пешка · g6 чёрный ферзь · h6 чёрный конь · a5 чёрный слон · c5 белый слон · f5 чёрная пешка · b4 чёрный конь · g4 белый ферзь · h4 чёрная пешка · b3 чёрная пешка · e3 белая пешка · g3 чёрная пешка · a2 чёрный слон · b2 белый король · f2 белая пешка | b8 чёрный король · b7 белая пешка · e7 белая ладья · a6 белая пешка · g6 чёрный ферзь · h6 чёрный конь · a5 чёрный слон · c5 белый слон · f5 чёрная пешка · b4 чёрный конь · g4 белый ферзь · h4 чёрная пешка · b3 чёрная пешка · e3 белая пешка · g3 чёрная пешка · a2 чёрный слон · b2 белый король · f2 белая пешка | b8 чёрный король · b7 белая пешка · e7 белая ладья · a6 белая пешка · g6 чёрный ферзь · h6 чёрный конь · a5 чёрный слон · c5 белый слон · f5 чёрная пешка · b4 чёрный конь · g4 белый ферзь · h4 чёрная пешка · b3 чёрная пешка · e3 белая пешка · g3 чёрная пешка · a2 чёрный слон · b2 белый король · f2 белая пешка | b8 чёрный король · b7 белая пешка · e7 белая ладья · a6 белая пешка · g6 чёрный ферзь · h6 чёрный конь · a5 чёрный слон · c5 белый слон · f5 чёрная пешка · b4 чёрный конь · g4 белый ферзь · h4 чёрная пешка · b3 чёрная пешка · e3 белая пешка · g3 чёрная пешка · a2 чёрный слон · b2 белый король · f2 белая пешка | b8 чёрный король · b7 белая пешка · e7 белая ладья · a6 белая пешка · g6 чёрный ферзь · h6 чёрный конь · a5 чёрный слон · c5 белый слон · f5 чёрная пешка · b4 чёрный конь · g4 белый ферзь · h4 чёрная пешка · b3 чёрная пешка · e3 белая пешка · g3 чёрная пешка · a2 чёрный слон · b2 белый король · f2 белая пешка | b8 чёрный король · b7 белая пешка · e7 белая ладья · a6 белая пешка · g6 чёрный ферзь · h6 чёрный конь · a5 чёрный слон · c5 белый слон · f5 чёрная пешка · b4 чёрный конь · g4 белый ферзь · h4 чёрная пешка · b3 чёрная пешка · e3 белая пешка · g3 чёрная пешка · a2 чёрный слон · b2 белый король · f2 белая пешка | b8 чёрный король · b7 белая пешка · e7 белая ладья · a6 белая пешка · g6 чёрный ферзь · h6 чёрный конь · a5 чёрный слон · c5 белый слон · f5 чёрная пешка · b4 чёрный конь · g4 белый ферзь · h4 чёрная пешка · b3 чёрная пешка · e3 белая пешка · g3 чёрная пешка · a2 чёрный слон · b2 белый король · f2 белая пешка | b8 чёрный король · b7 белая пешка · e7 белая ладья · a6 белая пешка · g6 чёрный ферзь · h6 чёрный конь · a5 чёрный слон · c5 белый слон · f5 чёрная пешка · b4 чёрный конь · g4 белый ферзь · h4 чёрная пешка · b3 чёрная пешка · e3 белая пешка · g3 чёрная пешка · a2 чёрный слон · b2 белый король · f2 белая пешка | 3 |
| 2 | b8 чёрный король · b7 белая пешка · e7 белая ладья · a6 белая пешка · g6 чёрный ферзь · h6 чёрный конь · a5 чёрный слон · c5 белый слон · f5 чёрная пешка · b4 чёрный конь · g4 белый ферзь · h4 чёрная пешка · b3 чёрная пешка · e3 белая пешка · g3 чёрная пешка · a2 чёрный слон · b2 белый король · f2 белая пешка | b8 чёрный король · b7 белая пешка · e7 белая ладья · a6 белая пешка · g6 чёрный ферзь · h6 чёрный конь · a5 чёрный слон · c5 белый слон · f5 чёрная пешка · b4 чёрный конь · g4 белый ферзь · h4 чёрная пешка · b3 чёрная пешка · e3 белая пешка · g3 чёрная пешка · a2 чёрный слон · b2 белый король · f2 белая пешка | b8 чёрный король · b7 белая пешка · e7 белая ладья · a6 белая пешка · g6 чёрный ферзь · h6 чёрный конь · a5 чёрный слон · c5 белый слон · f5 чёрная пешка · b4 чёрный конь · g4 белый ферзь · h4 чёрная пешка · b3 чёрная пешка · e3 белая пешка · g3 чёрная пешка · a2 чёрный слон · b2 белый король · f2 белая пешка | b8 чёрный король · b7 белая пешка · e7 белая ладья · a6 белая пешка · g6 чёрный ферзь · h6 чёрный конь · a5 чёрный слон · c5 белый слон · f5 чёрная пешка · b4 чёрный конь · g4 белый ферзь · h4 чёрная пешка · b3 чёрная пешка · e3 белая пешка · g3 чёрная пешка · a2 чёрный слон · b2 белый король · f2 белая пешка | b8 чёрный король · b7 белая пешка · e7 белая ладья · a6 белая пешка · g6 чёрный ферзь · h6 чёрный конь · a5 чёрный слон · c5 белый слон · f5 чёрная пешка · b4 чёрный конь · g4 белый ферзь · h4 чёрная пешка · b3 чёрная пешка · e3 белая пешка · g3 чёрная пешка · a2 чёрный слон · b2 белый король · f2 белая пешка | b8 чёрный король · b7 белая пешка · e7 белая ладья · a6 белая пешка · g6 чёрный ферзь · h6 чёрный конь · a5 чёрный слон · c5 белый слон · f5 чёрная пешка · b4 чёрный конь · g4 белый ферзь · h4 чёрная пешка · b3 чёрная пешка · e3 белая пешка · g3 чёрная пешка · a2 чёрный слон · b2 белый король · f2 белая пешка | b8 чёрный король · b7 белая пешка · e7 белая ладья · a6 белая пешка · g6 чёрный ферзь · h6 чёрный конь · a5 чёрный слон · c5 белый слон · f5 чёрная пешка · b4 чёрный конь · g4 белый ферзь · h4 чёрная пешка · b3 чёрная пешка · e3 белая пешка · g3 чёрная пешка · a2 чёрный слон · b2 белый король · f2 белая пешка | b8 чёрный король · b7 белая пешка · e7 белая ладья · a6 белая пешка · g6 чёрный ферзь · h6 чёрный конь · a5 чёрный слон · c5 белый слон · f5 чёрная пешка · b4 чёрный конь · g4 белый ферзь · h4 чёрная пешка · b3 чёрная пешка · e3 белая пешка · g3 чёрная пешка · a2 чёрный слон · b2 белый король · f2 белая пешка | 2 |
| 1 | b8 чёрный король · b7 белая пешка · e7 белая ладья · a6 белая пешка · g6 чёрный ферзь · h6 чёрный конь · a5 чёрный слон · c5 белый слон · f5 чёрная пешка · b4 чёрный конь · g4 белый ферзь · h4 чёрная пешка · b3 чёрная пешка · e3 белая пешка · g3 чёрная пешка · a2 чёрный слон · b2 белый король · f2 белая пешка | b8 чёрный король · b7 белая пешка · e7 белая ладья · a6 белая пешка · g6 чёрный ферзь · h6 чёрный конь · a5 чёрный слон · c5 белый слон · f5 чёрная пешка · b4 чёрный конь · g4 белый ферзь · h4 чёрная пешка · b3 чёрная пешка · e3 белая пешка · g3 чёрная пешка · a2 чёрный слон · b2 белый король · f2 белая пешка | b8 чёрный король · b7 белая пешка · e7 белая ладья · a6 белая пешка · g6 чёрный ферзь · h6 чёрный конь · a5 чёрный слон · c5 белый слон · f5 чёрная пешка · b4 чёрный конь · g4 белый ферзь · h4 чёрная пешка · b3 чёрная пешка · e3 белая пешка · g3 чёрная пешка · a2 чёрный слон · b2 белый король · f2 белая пешка | b8 чёрный король · b7 белая пешка · e7 белая ладья · a6 белая пешка · g6 чёрный ферзь · h6 чёрный конь · a5 чёрный слон · c5 белый слон · f5 чёрная пешка · b4 чёрный конь · g4 белый ферзь · h4 чёрная пешка · b3 чёрная пешка · e3 белая пешка · g3 чёрная пешка · a2 чёрный слон · b2 белый король · f2 белая пешка | b8 чёрный король · b7 белая пешка · e7 белая ладья · a6 белая пешка · g6 чёрный ферзь · h6 чёрный конь · a5 чёрный слон · c5 белый слон · f5 чёрная пешка · b4 чёрный конь · g4 белый ферзь · h4 чёрная пешка · b3 чёрная пешка · e3 белая пешка · g3 чёрная пешка · a2 чёрный слон · b2 белый король · f2 белая пешка | b8 чёрный король · b7 белая пешка · e7 белая ладья · a6 белая пешка · g6 чёрный ферзь · h6 чёрный конь · a5 чёрный слон · c5 белый слон · f5 чёрная пешка · b4 чёрный конь · g4 белый ферзь · h4 чёрная пешка · b3 чёрная пешка · e3 белая пешка · g3 чёрная пешка · a2 чёрный слон · b2 белый король · f2 белая пешка | b8 чёрный король · b7 белая пешка · e7 белая ладья · a6 белая пешка · g6 чёрный ферзь · h6 чёрный конь · a5 чёрный слон · c5 белый слон · f5 чёрная пешка · b4 чёрный конь · g4 белый ферзь · h4 чёрная пешка · b3 чёрная пешка · e3 белая пешка · g3 чёрная пешка · a2 чёрный слон · b2 белый король · f2 белая пешка | b8 чёрный король · b7 белая пешка · e7 белая ладья · a6 белая пешка · g6 чёрный ферзь · h6 чёрный конь · a5 чёрный слон · c5 белый слон · f5 чёрная пешка · b4 чёрный конь · g4 белый ферзь · h4 чёрная пешка · b3 чёрная пешка · e3 белая пешка · g3 чёрная пешка · a2 чёрный слон · b2 белый король · f2 белая пешка | 1 |
|   | a | b | c | d | e | f | g | h |   |

В 8-м эпизоде третьего сезона (Spy vs. Spy) демонстрируется окончание шахматной партии между бывшим шпионом Альбертом Х. Ханраханом и детективом Стенли Реймондом Ковальски. В эндшпиле показана следующая расстановка, очерёдность хода чёрных. В результате принятой жертвы (ферзя) пропущен мат в один ход: Nxg4, a7#.